# Liste der Kinos in Berlin-Schlachtensee
Die Liste der Kinos in Berlin-Schlachtensee gibt eine Übersicht aller Kinos, die im heutigen Berliner Ortsteil Schlachtensee existiert haben. Die Liste wurde nach Angaben aus den Recherchen im Kino-Wiki aufgebaut und mit Zusammenhängen der Berliner Kinogeschichte aus weiteren historischen und aktuellen Bezügen verknüpft. Sie spiegelt den Stand der in Berlin jemals vorhanden gewesenen Filmvorführeinrichtungen als auch die Situation im Januar 2020 wider. Danach gibt es in Berlin 92 Spielstätten, was Platz eins in Deutschland bedeutet, gefolgt von München (38), Hamburg (28), Dresden (18) sowie Köln und Stuttgart (je 17). 
Gleichzeitig ist diese Zusammenstellung ein Teil der Listen aller Berliner Kinos und der Ortsteillisten.
| Name/Lage                               | Adresse              | Bestand   | Beschreibung |
| --------------------------------------- | -------------------- | --------- | --- |
| Lumina-Filmtheater Schlachtensee (Lage) | Breisgauer Straße 17 | 1939–1969 | Das 1938/1939 im Landhausstil errichtete Gebäude bestand aus einem zweigeschossigen Vorbau mit anschließendem Kinosaal. 1952 und 1955 erfolgten Umbauten. Das Kino war von 1938 bis 1969 in Betrieb. Der Kinosaal ist zerstört, hier befindet sich der Neubau eines Supermarktes. „Fritz Staar reiht sich in den Kreis der Senioren der deutschen Filmtheater-Besitzer ein. Er vollendete am 16. Mai das 75. Lebensjahr. Seit 43 Jahren ist er in der Branche unermüdlich tätig. Fritz Staars Liebe zu Berlin und sein Glaube an die Existenz der umkämpften Stadt können kaum stärker dokumentiert werden als durch die Tatsache, daß er nach dem Verlust des größten Teils seines Theaterparks wieder in Berlin seine Arbeit aufnahm. Die Arkadia-Lichtspiele sind ein Schmuckkästchen, die Meraner-Lichtspiele konnten zurückerworben werden, und am 1. Mai dieses Jahres kamen die Lumina-Lichtspiele in Schlachtensee hinzu. Wir wissen von dem Vertrauen und der Achtung, die Fritz Staar van seinen Kollegen und Mitarbeitern entgegengebracht werden. Wir wünschen dem Pionier der Theaterbranche ehrlichen Herzens alles Gute.“ – Der neue Film 38–39/1952 „Ein modernes Gesicht erhalten haben die ‚Lumina‘-Lichtspiele in Berlin-Schlachtensee. Das 500 Personen fassende Haus wurde von Dipl.-Ing. Curt Hans Fritzsche umgebaut und gleicht einem Schmuckkästchen. Inhaber der ‚Lumina‘-Lichtspiele ist jetzt der vor wenigen Monaten 75 Jahre alt gewordene Fritz Staar, ein Senior der deutschen Filmtheaterbesitzer, der bereits seit 43 Jahren seinen Beruf ausübt. Vor dem Kriege besaß Staar einen großen Theaterpark. Jetzt ist er im Besitz der Arkadia-Lichtspiele in Berlin-Schöneberg, der Meraner-Lichtspiele, ebenfalls in Schöneberg, und der Lumina-Lichtspiele. Staars bislang beschlagnahmte Onkel-Toms-Lichtspiele in Zehlendorf werden demnächst frei, da in der Clay-Allee für die amerikanischen Besatzungstruppen ein eigenes Kino gebaut wird.“ – Der neue Film 79/1952 |